# Bazon Brock

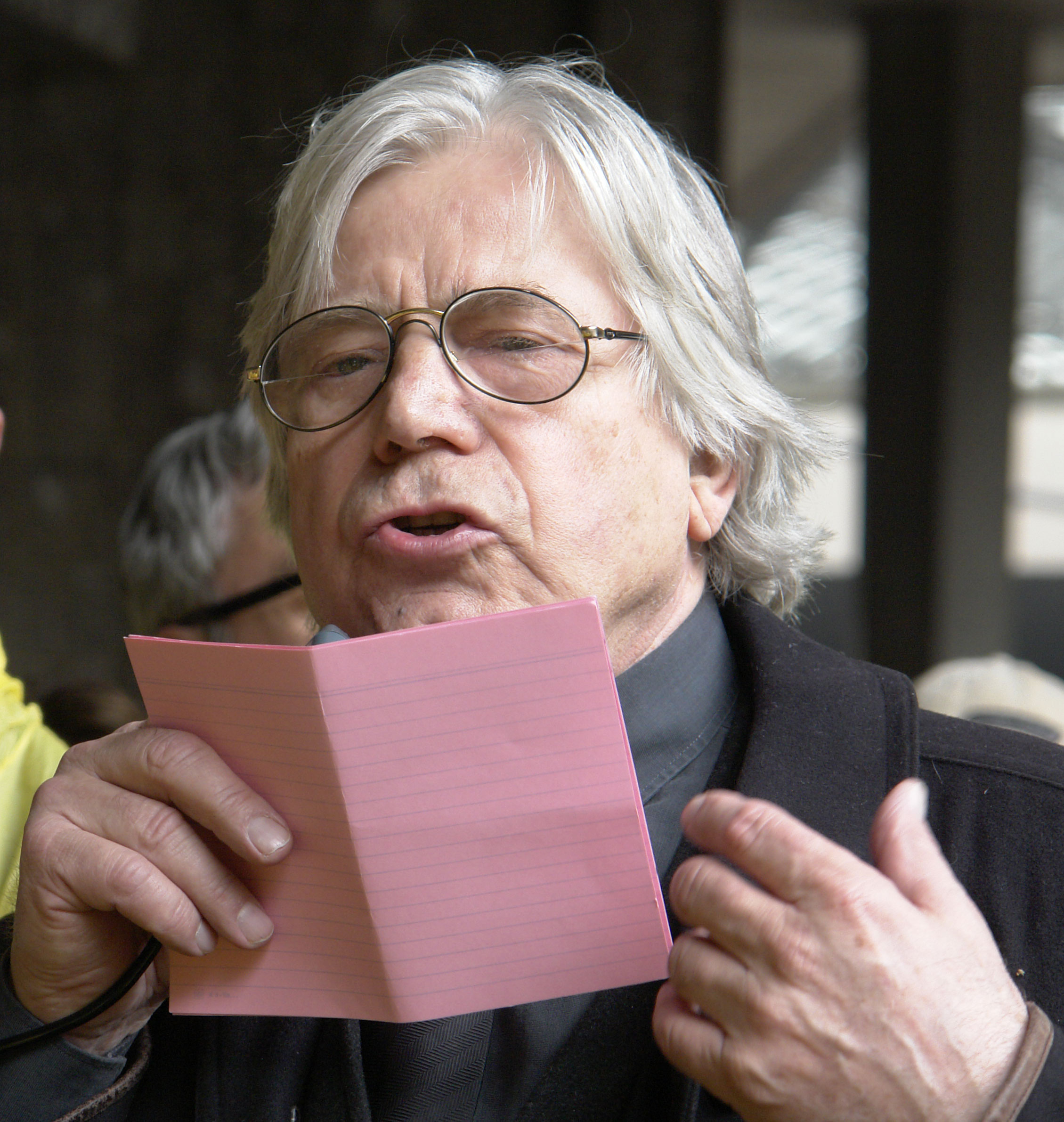
Bazon Brock op 1 mei 2006

Bazon Brock, pseudoniem van Jürgen Brock (Stolp (Polen), 2 juni 1936) is een beeldend kunstenaar, dramaturg en hoogleraar esthetiek in Wuppertal. 

## Biografie
In de late jaren vijftig en de vroege jaren zestig van de twintigste eeuw studeerde Brock Duits, filosofie en politicologie in Zürich, Hamburg en Frankfurt am Main. In de jaren zestig en zeventig werkte hij als hoogleraar in Hamburg en Wenen, en daarna in Wuppertal. Zijn specialisatie is de zogenoemde 'neuronale esthetiek'; tot nu toe leidde hij 35 studenten op die later zelf hoogleraar werden. Als kunstenaar had Brock bovendien tal van tentoonstellingen en optredens in tal van landen.
Brock combineert in zijn werk de geleerdheid met het kunstenaarschap. Zo hield hij lezingen terwijl hij op zijn hoofd stond en woonde hij een tijdje in een vitrine. Een bekend kunstwerk van Brock, en kenmerkend voor zijn stijl en vitalisme, is een geel metalen bord waarop met zwarte letters de tekst staat: "der Tod muß abgeschafft werden, diese verdammte Schweinerei muß aufhören. Wer ein Wort des Trostes spricht, ist ein Verräter" (de dood moet worden afgeschaft, deze verdomde smeerlapperij moet ophouden. Wie een troostend woord spreekt, is een verrader).

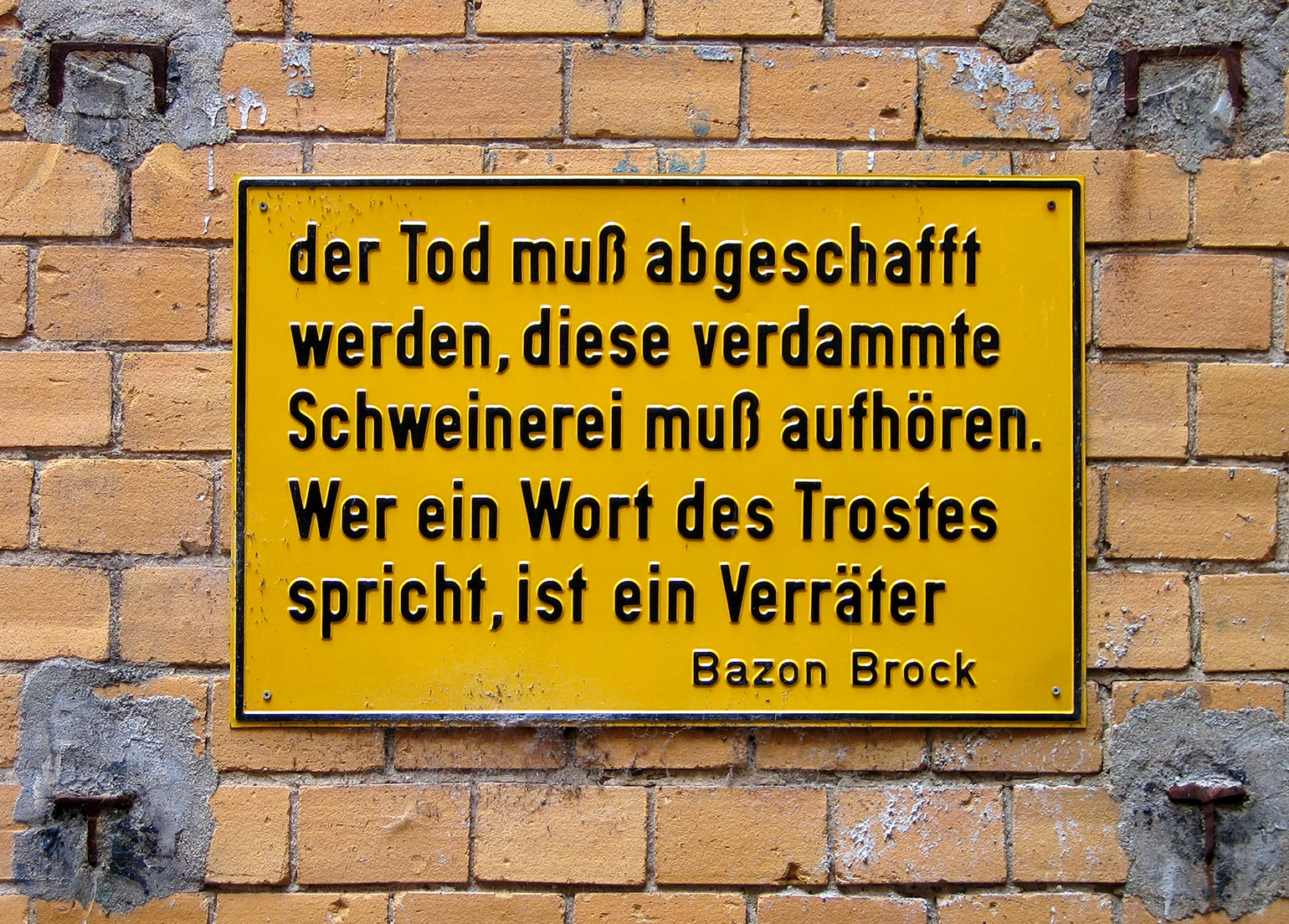
Der Tod muss abgeschafft werden, Hackesche Höfe, Berlijn